# Sascha Maassen

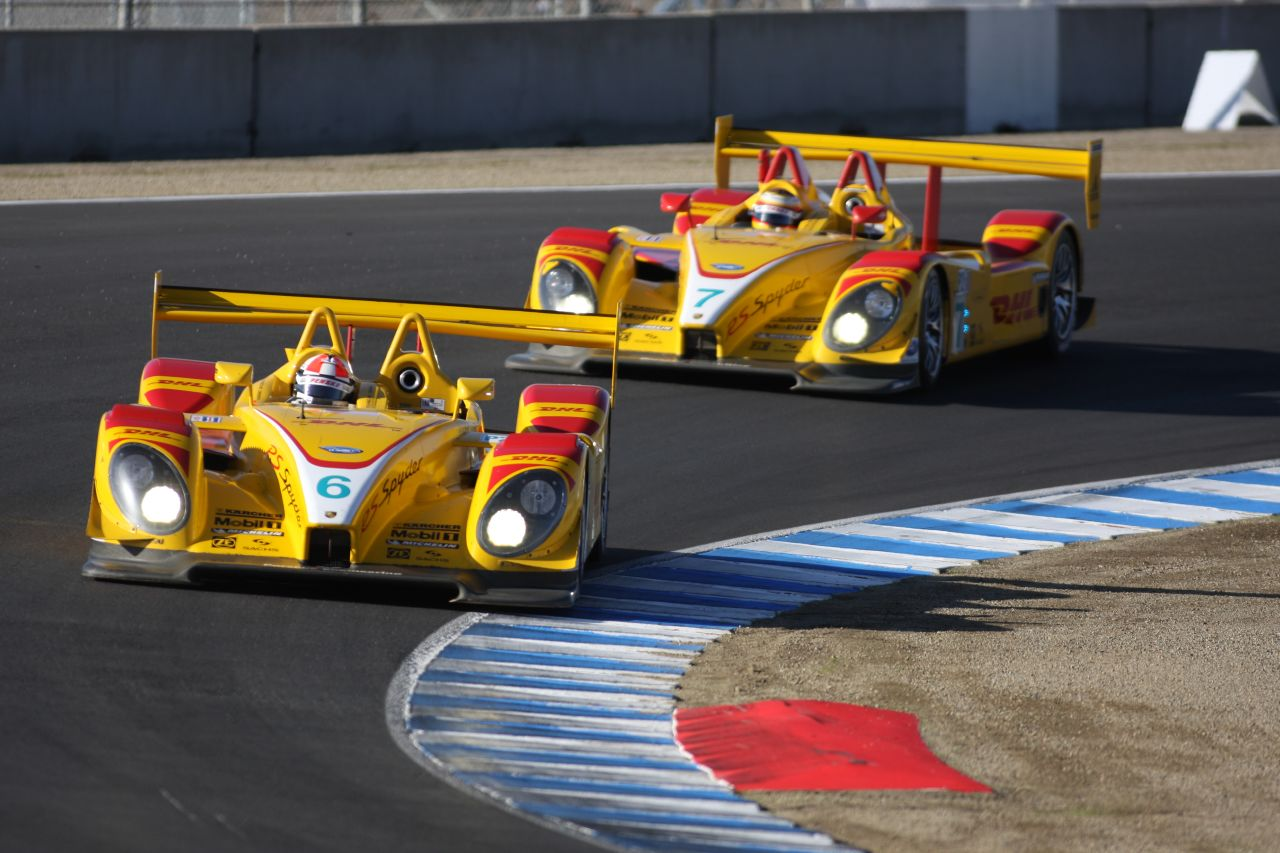
Maassen a Porsche RS Spyderben csapattársa, Timo Bernhard előtt az ALMS egy futamán 2007-ben

Sascha Maassen (Aachen, 1969. szeptember 28. –) német autóversenyző.

## Pályafutása
1983 és 1988 között gokartversenyző volt, majd 1989-ben tért át a formulaautós versenyekre.
1989-ben és 1990-ben különböző Formula–Ford 1600-as bajnokságokban szerepelt. 1989-ben az európai sorozatban harmadik, a német szériában pedig hatodik lett. 1990-ben az európai és a német bajnokság mellett részt vett a benelux bajnokságban is. Sascha mind a három sorozatban az összetett második helyén zárt.
Ezt követően 1994-ig Formula–3-as versenyeken vett részt. 1992-ben és 1993-ban harmadik volt a német Formula–3-as bajnokságban, majd 1994-ben megnyerte a makaói nagydíjat.
1995-től leginkább túraautó-bajnokságokban, valamint hosszútávú versenyeken szerepel.
1998 óta rendszeres résztvevője az FIA GT bajnokság futamainak. 2004-ben váltótársával, Lucas Luhral megnyerte az NGT kategória bajnoki címét. 1999 óta több Porsche márkabajnokságban is versenyzett. 2010-ben részt vesz a Porsche Szuperkupa, valamint a német Porsche Carrera kupa futamain.
Több hosszútávú versenyekből álló bajnokságban indult pályafutása során. 2002-ben és 2003-ban a GT, 2006-ban pedig az LMP2-es kategória bajnoka volt az amerikai Le Mans szériában, ezentúl több kategória győzelmet jegyez a Le Mans-i 24 órás, a Sebringi 12 órás, valamint a Petit Le Mans versenyekről.

## Sikerei

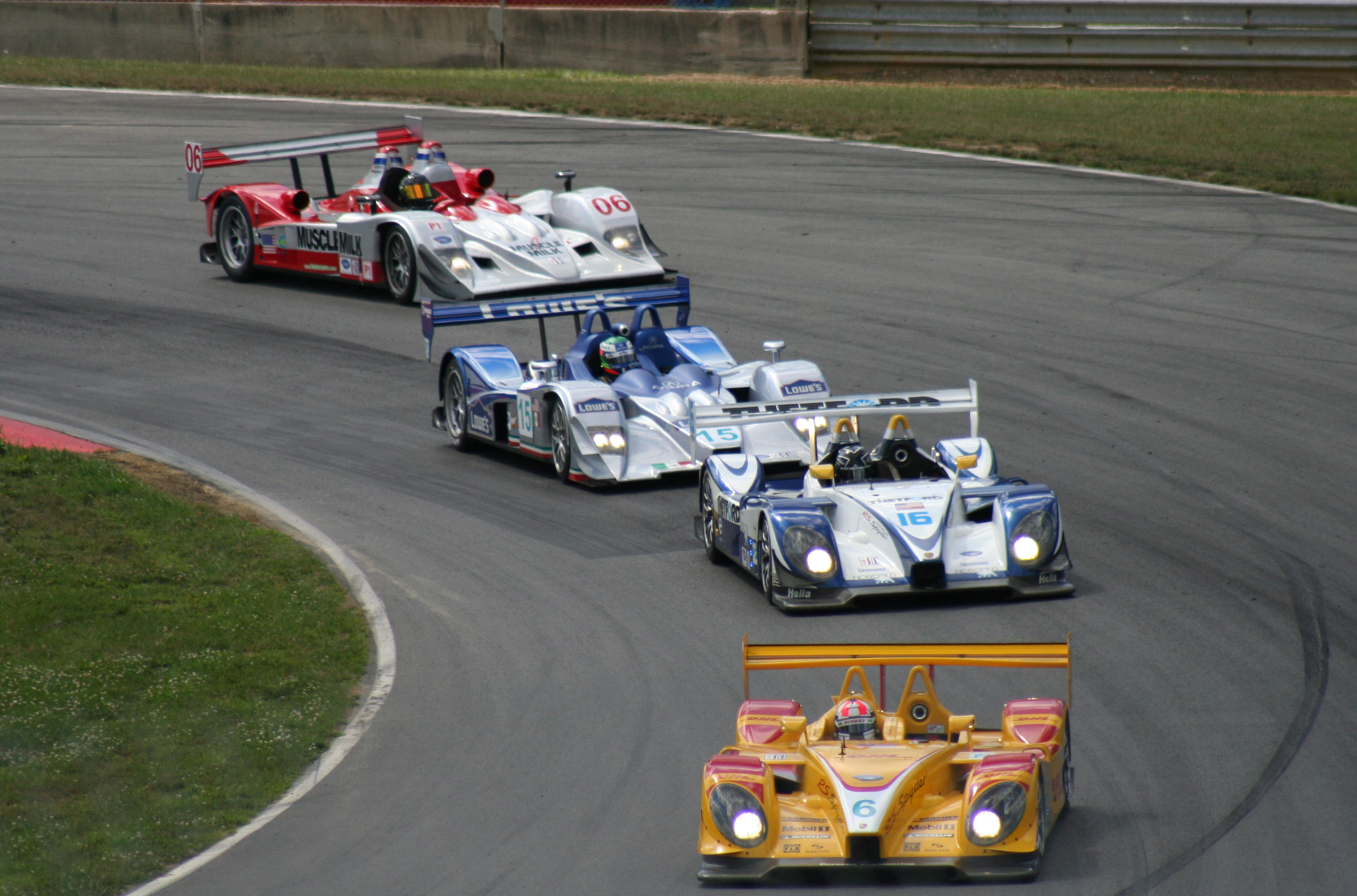
Maassen (elöl) a 2007-es mid-ohio-i futamon az ALMS-ben

- Amerikai Le Mans széria - kategória bajnok (GT): 2002, 2003
- Amerikai Le Mans széria - kategória bajnok (LMP2): 2006
- Le Mans-i 24 órás autóverseny - kategóriagyőzelem (GT): 2003, 2004
- Sebringi 12 órás autóverseny - kategóriagyőzelem (GT): 2001, 2002, 2003, 2004
- FIA GT - kategória bajnok (NGT): 2004
- Petit Le Mans - kategóriagyőzelem (LMP2): 2006
- Petit Le Mans - kategóriagyőzelem (GT): 1999, 2000, 2002, 2004
- Macau Grand Prix - győzelem: 1994

## Eredményei

### Le Mans-i 24 órás autóverseny
| Év   | Csapat                    | Autó                  | Csapattárs         | Csapattárs       | Helyezés |
| ---- | ------------------------- | --------------------- | ------------------ | ---------------- | -------- |
| 2000 | Skea Racing International | Porsche 911 GT3-R     | Johnny Mowlem      | David Murry      | 17.      |
| 2001 | Dick Barbour Racing       | Reynard 01Q-LM        | Didier de Radigues | Hideshi Matsuda  | Kiesett  |
| 2002 | Freisinger Motorsport     | Porsche 911 GT3-RS    | Romain Dumas       | Jörg Bergmeister | 17.      |
| 2003 | Alex Job Racing           | Porsche 911 GT3-RS    | Emmanuel Collard   | Lucas Luhr       | 14.      |
| 2004 | White Lightning Racing    | Porsche 911 GT3-RS    | Jörg Bergmeister   | Patrick Long     | 10.      |
| 2008 | Team Essex                | Porsche RS Spyder Evo | Casper Elgaard     | John Nielsen     | 12.      |
| 2009 | Navi Team Goh             | Porsche RS Spyder Evo | Ara Szeidzsi       | Keisuke Kunimoto | Kiesett  |